# Клез
Клез (фр. Claise) је река у Француској. Дуга је 88 km. Улива се у Крез. 